# 安特里姆郡
安特里姆郡 （County Antrim；愛爾蘭語：Contae Aontroma 或簡稱 Aontroim，意思為「孤獨的農場」），是北愛爾蘭阿爾斯特省的一個郡，位於北愛爾蘭東北部。面積2,844 km²，郡治安特里姆，北愛最大城市貝爾法斯特大部份位於本郡，小部分在唐郡。1973年以後被解散，由區所取代。

## 外部連結
- County Antrim in 1900 （页面存档备份，存于）